# Саакян, Анушаван Гайкович
Анушаван Гайкович Саакян (арм. Անուշավան Սահակյան; род. 23 января 1972, Ереван, Армянская ССР) — советский и армянский борец вольного стиля, двукратный чемпион Армении (1994, 1995), чемпион Европы (1994). Мастер спорта СССР (1989). Мастер спорта Армении международного класса (1993).

## Биография
Родился 23 января 1972 года в Ереване.
Начал заниматься вольной борьбой в возрасте 12 лет под руководством Юрия Бабаяна. В 1990 году был чемпионом мира среди юниоров. 
В 1993–1999 годах входил в состав национальной сборной Армении. Наиболее крупным успехом в его спортивной карьере стала победа на чемпионате Европы 1994 года в Риме. В финале этого турнира он победил известного российского борца, двукратного чемпиона Европы Багаутдина Умаханова. 
В 1999 году завершил свою спортивную карьеру. С 2010 года занимается тренерской деятельностью в ереванском борцовском клубе «Малатия» имени Вагана Затикяна. В 2010–2012 годах работал с призёром чемпионата Европы Григором Григоряном.